# Salarizare
Salarizarea reprezintă ansamblul proceselor și metodelor prin care se calculează și se acordă salariul cuvenit unui angajat, conform legislației în vigoare și contractelor de muncă. Ea include atât componenta fixă (salariul de bază), cât și componente variabile, cum ar fi sporuri, prime, bonusuri sau comisioane.
Salarizarea mai cuprinde și deducerile legale, cum ar fi contribuțiile sociale și impozitul pe venit, precum și facilități fiscale acolo unde este cazul. Totodată, legea permite acordarea unor beneficii suplimentare, cum ar fi tichete de masă, vouchere de vacanță, abonamente medicale, pensii private sau alte avantaje în natură.
În organizații mari sau cu procese complexe, salarizarea este adesea gestionată cu ajutorul unor aplicații informatice specializate, care asigură acuratețea calculelor, generarea fluturașilor de salariu, transmiterea declarațiilor fiscale și raportarea către autorități.